# Jacqueline Wiles
Jacqueline „Jackie“ Wiles (* 13. Juli 1992 in Portland, Oregon) ist eine US-amerikanische Skirennläuferin. Sie ist auf die Disziplinen Abfahrt und Super-G spezialisiert.

## Biografie
Im Alter von 15 Jahren begann Wiles ab März 2008 an FIS-Rennen und nationalen Juniorenrennen teilzunehmen. Früh zeichnete sich eine Spezialisierung auf die schnellen Disziplinen ab. Die ersten Einsätze im Nor-Am Cup folgten im Dezember 2009, der erste Sieg in einem FIS-Rennen gelang ihr im Januar 2010. Den ersten Punktgewinn im Nor-Am Cup realisierte sie im November 2010, in der Saison 2011/12 begann sie sich in dieser kontinentalen Rennserie mit mehreren Top-10-Platzierungen allmählich zu etablieren. Mit einem Sieg, drei zweiten und zwei dritten Plätzen belegte sie in der Gesamtwertung und der Abfahrtswertung der Nor-Am-Saison 2012/13 jeweils den zweiten Rang, während sie die Super-G-Wertung für sich entschied. Darüber hinaus gewann sie den US-amerikanischen Abfahrtsmeistertitel, wenn auch in Abwesenheit der stärksten Läuferinnen.
Ihr Debüt im Weltcup hatte Wiles am 29. November 2013 in der Abfahrt von Beaver Creek, wo sie Platz 43 belegte. Zwei Wochen später verteidigte sie ihren Meistertitel erfolgreich. Weltcuppunkte gewann sie erstmals am 24. Januar 2014, als sie in der Abfahrt von Cortina d’Ampezzo auf den 15. Platz fuhr. In den zwei darauf folgenden Wintern konnte sie sich nur sporadisch in den Punkterängen klassieren. Am 4. Dezember 2016 gelang ihr in der Abfahrt von Lake Louise das erste Top-10-Ergebnis. Fünf Wochen später, am 15. Januar 2017, fuhr sie in der Abfahrt von Zauchensee auf den dritten Rang und erzielte damit ihre erste Weltcup-Podestplatzierung.
Bei der zweiten Abfahrt in Cortina d’Ampezzo in der Saison 2017/2018 gelang ihr mit dem 3. Rang der zweite Podestplatz ihrer Karriere. Anschließend gelangen ihr kaum zählbare Ergebnisse unter den Top 30. Bei den Rennen in Garmisch-Partenkirchen, die kurz vor den Olympischen Winterspielen in Pyeongchang stattfanden, verletzte sie sich infolge eines Kreuzbandrisses am linken Knie, einschließlich Verletzungen am Schien- und Wadenbein schwer. 
Beim Super-G in Val-d’Isère in der Saison 2020/21 kam Wiles zu Sturz und brach sich das linke Schlüsselbein, woraufhin sie operiert werden musste.

## Sonstiges
Als hoffnungsvolles Nachwuchstalent war Wiles in der Saison 2015/16 die erste Stipendiatin der Lindsey-Vonn-Stiftung.

## Erfolge

### Olympische Spiele
- Sotschi 2014: 26. Abfahrt

### Weltmeisterschaften
- Vail/Beaver Creek 2015: 17. Kombination
- St. Moritz 2017: 12. Abfahrt
- Cortina d’Ampezzo 2021: 24. Abfahrt, 32. Super-G

### Weltcup
- 6 Platzierungen unter den besten zehn, davon 3 Podestplätze

### Weltcupwertungen
| Saison  | Gesamt | Gesamt | Abfahrt | Abfahrt | Super-G | Super-G | Kombination | Kombination |
| Saison  | Platz  | Punkte | Platz   | Punkte  | Platz   | Punkte  | Platz       | Punkte      |
| ------- | ------ | ------ | ------- | ------- | ------- | ------- | ----------- | ----------- |
| 2013/14 | 96.    | 20     | 38.     | 18      | 48.     | 2       | –           | –           |
| 2014/15 | 97.    | 16     | 40.     | 10      | 59.     | 1       | 26.         | 5           |
| 2015/16 | 78.    | 58     | 28.     | 51      | 54.     | 1       | 43.         | 6           |
| 2016/17 | 45.    | 176    | 14.     | 139     | 32.     | 37      | –           | –           |
| 2017/18 | 46.    | 175    | 17.     | 149     | 36.     | 26      | –           | –           |
| 2019/20 | 116.   | 6      | 47.     | 6       | –       | –       | –           | –           |
| 2020/21 | 95.    | 21     | 35.     | 21      | –       | –       | –           | –           |
| 2021/22 | 82.    | 44     | 30.     | 43      | 53.     | 1       | –           | –           |
| 2023/24 | 47.    | 194    | 14.     | 184     | 49.     | 10      | –           | –           |

### Nor-Am Cup
- Saison 2012/13: 2. Gesamtwertung, 1. Super-G-Wertung, 2. Abfahrtswertung
- Saison 2015/16: 4. Abfahrtswertung, 9. Super-G-Wertung
- 14 Podestplätze, davon 3 Siege:

| Datum            | Ort   | Land   | Disziplin |
| ---------------- | ----- | ------ | --------- |
| 11. Februar 2013 | Apex  | Kanada | Super-G   |
| 12. März 2016    | Aspen | USA    | Abfahrt   |
| 14. März 2016    | Aspen | USA    | Super-G   |

### Juniorenweltmeisterschaften
- Roccaraso 2012: 32. Super-G
- Québec 2013: 8. Kombination, 9. Abfahrt, 13. Super-G, 24. Slalom, 41. Riesenslalom

### Weitere Erfolge
- 2 US-amerikanische Meistertitel (Abfahrt 2012 und 2013)
- 14 Siege in FIS-Rennen